# Marlène Kouassi
Pour les articles homonymes, voir Kouassi.
Marlène Kouassi de son nom de naissance Marlène Kany Kouassi, née en 1999 est une reine de beauté ivoirienne, élue Miss Côte d'Ivoire  le 2 Juillet 2022 ,.

## Biographie
Marlène Kouassi né en 1999, est originaire de la ville d'Aboisso. Elle est issue d'une famille de sept  enfants et actuellement étudiante en master 1 de droit privé (lors de son élection en tant que miss) de l'université Alassane Ouattara de Bouaké,,,.
Elle a été choisie pour représenter la Cote d'Ivoire au concours Miss CEDEAO début 2024.

## Parcours de miss
Elle est désignée Miss Côte d'Ivoire 2022 pour succeder à Olivia Yacé le 2 juillet 2022 au Sofitel Hôtel Ivoire d'Abidjan,.